# Джемали Саити
Джемали Саити (на албански: Djemali Saiti; на македонска литературна норма: Џемали Саити) е северномакедонски политик, министър на местното самоуправление от 1999 до 2001 година.

## Биография
Роден е на 14 септември 1966 г. в скопското село Глумово. Завършва основно и средно училище в Скопие. На 21 март 1991 г. завършва Правния факултет на Скопския университет. Започва работа като новинар в МРТ – Радио Скопие. През 1996 г. полага правосъден изпит и започва работа като адвокат. След това завършва магистратура в Правния факултет на Държавния университет в Тетово. От 27 декември 1999 г. до 13 май 2001 г. е министър на местното самоуправление на Република Македония. Между 2001 и 2004 г. е заместник-председател на Държавната комисия по преброяването. В периода 2002 – 2006 е член на Държавната изборна комисия на Република Македония. От 2010 до 2011 г. е член на Държавната комисия по преброяването. На 6 ноември 2012 г. защитава докторска дисертация на тема „Алтернативните мерки наспроти новите облици на криминалитет“ (Алтернативни мерки срещу новите форми на престъпността). От 25 декември същата година е съдия във Върховния съд на Република Македония.